# Mathias Mimm
Mathias Mimm (* 2. Juli 1994) ist ein österreichischer Fußballspieler.

## Karriere
Mimm begann seine Karriere beim SV Prutz, wo er ab 2011 auch für die Herrenmannschaft zum Einsatz kam. Mit Prutz stieg er 2011/12 in die Gebietsliga West ab. 2013 wechselte er zum SV Zams in die Landesliga West. Zur Saison 2015/16 wechselte er zur Zweitmannschaft der WSG Wattens.
Nach über 20 Spielen in der Tiroler Liga debütierte er am 14. Oktober 2016 in der zweiten Liga, als er am 13. Spieltag der Saison 2016/17 gegen den SC Wiener Neustadt in der Nachspielzeit für Florian Toplitsch eingewechselt wurde.
Zur Saison 2017/18 wechselte er zum SC Imst.